# Artabujnk
Artabujnk – wieś w Armenii, w prowincji Wajoc Dzor. W 2011 roku liczyła 984 mieszkańców.